# Catostomus catostomus lacustris
Catostomus catostomus lacustris is een ondersoort van de straalvinnige vissen uit de familie van de zuigkarpers (Catostomidae). De wetenschappelijke naam van de soort is voor het eerst geldig gepubliceerd in 1927 door Bajkov.